# Nathalie Provost
Pour les articles homonymes, voir Provost.
Nathalie Provost, née en 1965 ou 1966 au Québec, est une ingénieure, militante pour le contrôle des armes à feu et femme politique canadienne.
Elle est députée de la circonscription de Châteauguay—Les Jardins-de-Napierville à la Chambre des communes du Canada depuis les élections fédérales de 2025 sous la bannière du Parti libéral du Canada.
Survivante du féminicide survenu à Polytechnique Montréal en 1989, elle milite depuis pour le contrôle des armes à feu.

## Biographie
Née en 1965 ou 1966 au Québec,, Nathalie Provost a 23 ans lors de la tuerie de l'École polytechnique de Montréal du 6 décembre 1989 où elle survit au drame. Lors des événements, elle tente de dissuader l'agresseur armé qui était entré dans une classe de l'École polytechnique de Montréal (rebaptisée depuis Polytechnique Montréal) et en avait fait sortir les hommes. En vain, celui-ci tire alors sur les neuf femmes et quitte la classe les croyant toutes mortes. Provost survit malgré qu'elle soit touchée par cinq balles. Résiliente, elle reprend malgré tout ses études en janvier de l'année suivante où elle obtient son baccalauréat en génie mécanique en mai de la même année.  
En 1991, Nathalie Provost est la principale protagoniste d'Au-delà du 6 décembre, film réalisé par Catherine Fol. Elle poursuit ses études avec l'obtention d'une maîtrise en génie industriel en 1993. 
Après l'obtention de son baccalauréat en 1990, elle est la première femme engagée par la firme Valorex, une entreprise en analyse de la valeur créée par Francine Constantineau, mentore de Provost. Elle quitte cet emploi en 2002 et amorce sa carrière dans la fonction publique en travaillant comme directrice pour le Curateur public du Québec.
L'Université de Montréal lui décerne un doctorat honoris causa en juin 2002.
En mars 2025, elle devient la candidate du Parti libéral du Canada dans la circonscription de Châteauguay—Les Jardins-de-Napierville, en vue des élections fédérales de 2025,. Le 28 avril 2025, elle est élue députée à la Chambre des communes avec 45,2 % des voix en battant par plus de 10 000 voix Patrick O'Hara,, le candidat du Bloc québécois qui avait été déclaré gagnant en 2021 avant de perdre 16 jours plus tard par 12 voix au profit de la candidate libérale sortante Brenda Shanahan, à la suite d'un recomptage judiciaire effectué par Élections Canada.
Le 13 mai 2025, elle est nommée secrétaire d'État (Nature), par le premier ministre Mark Carney.